# District de la Ferté-Bernard
Le district de la Ferté-Bernard est une ancienne division territoriale française du département de la Sarthe de 1790 à 1795.
Il était composé des cantons de la Ferté Bernard, Bonnetable, Montmirail, Nogent le Bernard, Saint Maixent et Tuffé.